# Dobrynine RD-7
Le Dobrynine RD-7, aussi parfois désigné Kolesov VD-7, est un turboréacteur à simple flux et postcombustion d'origine soviétique, conçu par l'OKB Dobrynine. D'une taille très importante pour un turboréacteur à simple flux (plus de 7 mètres), il développe une poussée avec postcombustion de plus de 15 tonnes.

## Applications et versions
- Miassichtchev M-4 : Afin d'améliorer sa consommation et son autonomie par-rapport aux premières versions du M-4, l'OKB Dobrynine conçut le VD-7, et l'avion ainsi équipé, baptisé « Miassichtchev 3M » fut autorisé pour la production en 1954[1] ;
- Miassichtchev M-50 : Cet appareil employait quatre moteurs, disposés de façon particulière. Il avait deux VD-7F à postcombustion de 137,29 kN de poussée chacun installé dans une nacelle sous les ailes, et deux VD-7 sans postcombustion de 110 kN de poussée chacun installé en bout-d'aile ;
- Miassichtchev VM-T : Cet appareil est doté de quatre VD-7MD de 105,45 kN de poussée chacun ;
- Tupolev Tu-22 : L'avion était initialement équipé de deux VD-7M de 156,90 kN de poussée avec postcombustion chacun, puis fut équipé de deux Kolesov RD-7M2 de 162 kN de poussée chacun[2],[3].